# Seleção Francesa de Rugby League

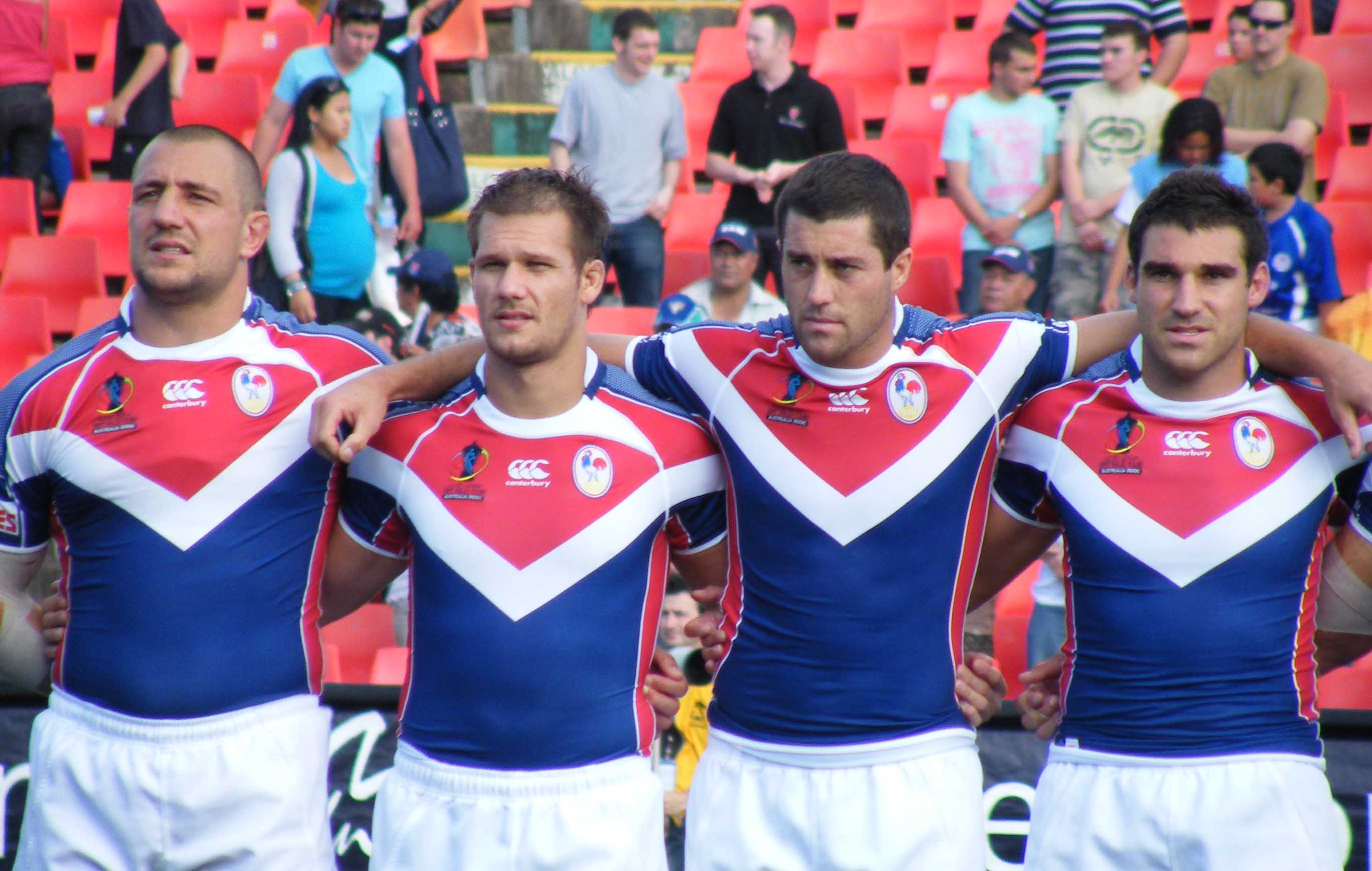
Chanticleers na Copa do Mundo de Rugby League de 2008.

A Seleção Francesa de Rugby League é a equipe que representa a França no rugby league mundial. Seus jogadores são apelidados de Chanticleers.
Criado em 1895, esporte chegou ao país na década de 1930 e chegou a contabilizar quase metade dos clubes de rugby franceses, que na época eram 473 de union e 434 de league. Já em 1935, o presidente da federação francesa, Paul Berrière, sugeriu a criação de uma Copa do Mundo de Rugby League. Contudo, a modalidade acabou perseguida pelo governo pró-nazista da França de Vichy. O país enfim receberia a primeira edição do torneio, em 1954, e naquela década a seleção ainda mostrou-se párea às da Austrália, Grã-Bretanha e Nova Zelândia. É daquela época o seu jogador mais icônico: Puig Aubert.
Contudo, pouco depois o esporte entrou em declínio na França. Seu último grande momento foi o vice da seleção na Copa do Mundo de Rugby League de 1968. Ela sediou a de 1972, que teve públicos decepcionantes. Atualmente, briga com a Papua-Nova Guiné para ser a quarta força mundial do esporte, que na França, é um código de rugby com certa força em algumas cidades do sul. Em uma delas, Perpinhã, na Catalunha Francesa, há o Dragons Catalans, que compete no campeonato inglês da modalidade, onde também já esteve o Paris Saint-Germain. O Dragons é a base da seleção e sua presença na Super League não deixou de acarretar uma evolução ao rugby league francês.
Idealizadores da Copa do Mundo de Rugby League, os franceses têm uma das três seleções, ao lado da australiana e da neozelandesa, que participaram de todas as treze edições do mundial. Ainda não venceram nenhum. A França tem as únicas seleções de porte tanto no rugby league quanto no rugby union sem ter jogadores presentes nas Copas do Mundo dos dois códigos. Fabrice Estebanez é um dos nomes que trilharam os dois esportes no país.